# Tor nach Serbien
Koordinaten: 45° 44′ 59″ N, 21° 14′ 7″ O
Tor nach Serbien (rumänisch Poarta spre Sârbia) ist der Name einer Metallplastik des deutschen Bildhauers Ingo Glass. Sie steht seit dem 1. Dezember 2009 im öffentlichen Raum in unmittelbarer Nähe der Michelangelo-Brücke in Timișoara (deutsch Temeswar ), Rumänien. Ihre Abmessung beträgt 9 × 5 × 5 Meter.
Mit seinem Werk thematisiert der in Lugoj geborene und in München lebende Künstler die gute Zusammenarbeit zwischen Serbien und der historischen Region Banat. Als Vertreter der Konkreten Kunst arbeitet er vorwiegend mit den drei Grundformen Dreieck, Quadrat und Kreis, denen Farben zugeordnet sind. So assoziiert der Künstler den Kreis als Symbol des Lebens mit der Farbe Rot, welche den ehemaligen geschlossenen kommunistischen Block darstellt, der durch die Öffnung des Tores durch das Fallen des Eisernen Vorhangs, gesprengt wurde. Das Quadrat in der Farbe Blau stellt Ruhe und Meditation dar, das „aggressive“ Dreieck hingegen trägt die Farbe Gelb.
Dieses Werk ist neben den Skulpturen Hommage a Vasarely und Öffnung das dritte in Timișoara ausgestellte Werk von Ingo Glass; es wurde der Stadt vom Künstler und der Stiftung Triade für das Kulturprojekt Timișoara XXI gespendet. Der monetäre Wert des Kunstwerkes wurde mit 30.000 Euro angegeben.